# Ozmium-tetroxid
Az ozmium-tetroxid (vagy ozmium-tetraoxid, ozmium(VIII)-oxid) az ozmium egyik szervetlen vegyülete, az egyik oxidja. A képlete OsO4. +8-as oxidációs számú ozmiumot tartalmaz. Kétféle kristályos módosulata van, az egyik fehér, a másik sárga színű. Jellegzetes, a klórra emlékeztető szagú vegyület. Vízben oldható. Jól oldódik etanolban és éterben. Szilárd halmazállapotban makromolekuláris szerkezetű, gázfázisban diszkrét molekulákat alkot. Igen erős méreg.

## Kémiai tulajdonságai

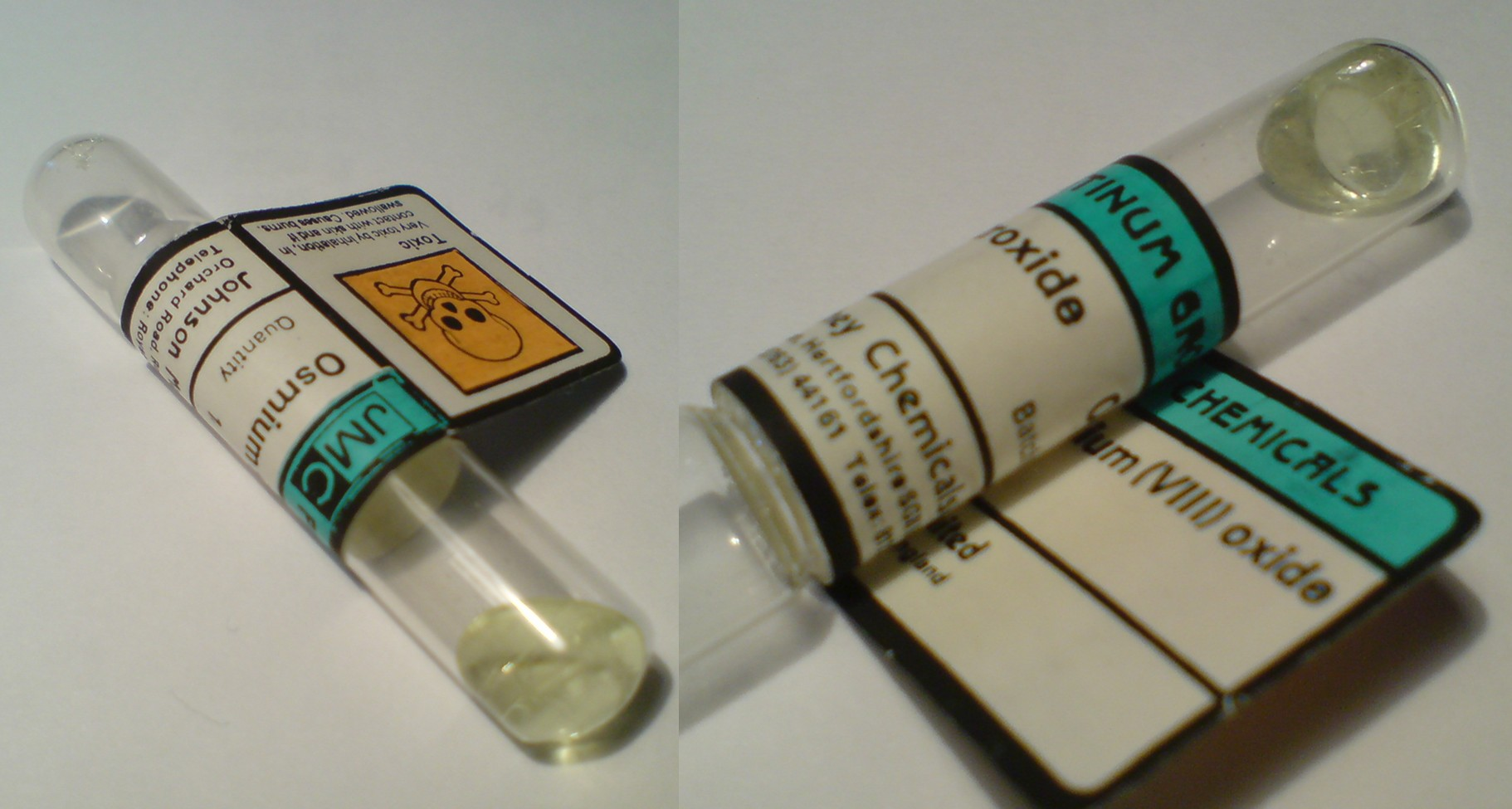
1 g ozmium-tetroxid ampullában

Magasabb hőmérsékleten hidrogén hatására fémozmiummá redukálódik. A szén hevítés hatására hasonlóan ozmiummá redukálja. Addíciós vegyületeket képez az alkálifémek és az alkáliföldfémek hidroxidjaival, illetve az alkálifémek fluoridjaival és cianidjaival. Telítetlen szénhidrogének hatására ozmium-dioxiddá redukálódik, ami egy fekete színű por. Hasonló reakcióba lép más szerves vegyületekkel is, különösen a zsírokkal.

## Élettani hatása
Az ozmium-tetroxid igen erős méreg. A gőzeinek kis mennyiségű belélegzése is szemfájdalommal, könnyezéssel, kötőhártya-gyulladással járhat és fémes ízt okozhat a szájban. A belélegezve megtámadja légzőszervek nyálkahártyáját, és fejfájást, émelygést, emésztési zavarokat, és a vese működésében zavarokat idézhet elő. Ha a bőrre kerül, az ozmium-tetroxid redukálódik. Zöld-fekete színű foltot hagy a bőrön, bőrgyulladást, fekélyeket, bőrelhalást okozhat.

## Előállítása
Finom eloszlású ozmiumporból állítják elő, annak oxigénben való elégetésével. Ekkor a vegyület gőze képződik, amit egy jéggel hűtött szedőben gyűjtenek össze.

## Felhasználása
A mikroszkópiában egyes készítmények színezésre, különösen a zsírok kimutatására használják. Katalizátorként szolgál néhány szerves kémiai szintézisnél.